# Valea Caselor
Valea Caselor falu Romániában, Erdélyben, Fehér megyében.

## Fekvése
Csertés közelében fekvő település.

## Története
Valea Caselor korábban Csertés része volt. 1956 körül vált külön településsé 249 lakossal.
1966-ban 228, 1977-ben 185, 1992-ben 141, a 2002-es népszámláláskor 113 román lakosa volt.